# 皇霸鹟属
是雀形目蒂泰霸鶲科的一個属。雖然本屬現在於世界鸟类学家联合会的名錄中被列為蒂泰霸鶲科，但近年的基因研究中並不支持此一說法，而是將其列為獨立的一科——皇霸鹟科（Onychorhynchidae）。
這個屬的模式種的種小名指的是其引人注目的、多彩的冠狀羽毛，這些羽毛僅在一些場合中才會被展示出來。
屬名為希臘語（轉寫：onyx，意為「釘子」）和（[轉寫：rhynkhos，意為「鳥喙」）形成的合成詞。

## 下属物种
本属在世界鸟类学家联合会的名錄中包括以下四個物种：
- 皇霸鹟 Onychorhynchus coronatus (Statius Muller, 1776)
- 墨西哥皇霸鹟 Onychorhynchus mexicanus (P.L.Sclater, 185)
- 太平洋王霸鶲 Onychorhynchus occidentalis (Sclater, PL, 1860)
- 大西洋王霸鶲 Onychorhynchus swainsoni (Pelzeln, 1858)

此分類在美洲鳥類協會中有所爭議，在其版本中此四個物種被視為是同一物種的亞種關係，並需要進一步討論。